# Urbania (groupe média)
Pour les articles homonymes, voir Urbania (homonymie).
Urbania (stylisé URBANIA) est un groupe de médias basé à Montréal (Québec) fondé en 2000. Le groupe est composé de médias numériques, d'une agence de contenu pour les marques, d'un laboratoire technologique et d'une maison de production audiovisuelle.
Le groupe de médias se distingue par un ton anticonformiste, une attention particulière portée au graphisme et des unes controversées.
Depuis 2020, Urbania est présent en France.

## Histoire
Le magazine est lancé sous forme magazine trimestriel thématique en 2003 par deux associés de l'agence de design Toxa fondée en 2000,, Philippe Lamarre et Vianney Tremblay,.
L'agence Toxa ainsi que toutes les activités d'Urbania s'unissent sous un même nom à partir de 2015,.
Dans le quotidien québécois Le Devoir, Philippe Lamarre fait savoir que « [leur] mission, de célébrer des gens ordinaires qui font des choses extraordinaires, n’a pas tant changé, mais toutes les façons d’arriver à [leurs] fins ont évolué au fil du temps ». À l'occasion de l'édition de son 15e anniversaire, URBANIA met en scène Richard Martineau en martyr. Ce clin d'œil à une célèbre couverture d'Esquire avec Mohamed Ali déclencha une polémique. Des précédentes couvertures ont mis en scène Justin Trudeau, Gérald Tremblay crucifié sur le mont Royal, Jean Charest taillé dans un immense bloc de cheddar, Antoine Bertrand ou encore Michèle Richard en bikini,,.
En septembre 2020, Urbania se lance en France sous la direction de Florent Peiffer,,. URBANIA avait déjà montré un intérêt pour la France en consacrant un numéro sur Paris en 2012 puis en 2018 lors d'une interview pour Le Devoir.
En 2023, à l'occasion des 20 ans du groupe de médias, un ouvrage aux éditions Cardinal retrace l'histoire du média,. En partenariat avec Hainault, est lancée une agence de représentation pour les créateurs de contenus nommée Valides.

## Médias

### Urbania  (Québec): magazine et urbania.ca
Urbania est né sous forme de magazine et est maintenant principalement sous forme de magazine en ligne.

Chaque numéro d'Urbania est consacré à un thème particulier : les odeurs, le vice, la bouffe, les escrocs, le sexe, les lesbiennes, le mâle québécois,,. Le premier numéro portait sur la locomotion. Le magazine québécois prête une grande attention au graphisme, au design et à la mise en forme.
Pour Denis Lord, dans Le Devoir, Urbania est « tourné vers les phénomènes urbains, frondeur et ouvert d'esprit, le magazine a pour mandat de présenter un regard neuf sur la société, à la fois informatif et divertissant ».
Le magazine publie de nombreux articles et vidéos de type de journalisme gonzo (ou journalisme expérientiel) agrémentés d'une pointe d'humour,, et d'un ton anticonformiste. C'est l'idée d'incarner l'information et de produire du contenu avec de l'émotion.
Le média est leader sur la cible des jeunes adultes de 25 à 44 ans au Québec.

### Quatre95 (Québec)
Lancé en 2019, Quatre95 est un média sur les finances personnelles, l'entreprenariat, le monde du travail et des affaires et la consommation,. Son principal commanditaire est la Banque Nationale.
Le nom de ce nouveau média fait référence au prix initial du magazine papier d'Urbania qui était de 4,95 $. En outre, il a remporté en 2022 l’or au Prix d’excellence en publication numérique dans la catégorie Meilleure infolettre éditoriale,.

### Dehors (Québec)
Le média Dehors - lancé en 2021 - est dédié au plein air, à la nature, aux sports extérieurs, au tourisme et aux découvertes,.

### Mollo
Le média Mollo est lancé, en collaboration avec Attitude et Télé-Québec, en août 2023 et est destiné aux parents.

### Guide des universités Urbania
Le Guide des universités Urbania a été lancé en janvier 2020. Il s'agit d'une plateforme de contenus qui vise à divertir les 18-25 ans et à les informer sur la culture étudiante,,.

### Urbania (France)
En septembre 2020, une version française est lancée sous la direction de Florent Peiffer avec des anciens membres de la rédaction québécoise,,,. En 2022, une vingtaine de journalistes sont employés pour la version française.
Comme son homologue québécois, la version française propose à la fois des articles et des vidéos.
L'enquête sur le vidéaste Norman a été reprise par Arrêt sur images puis, un an et demi plus tard, par le quotidien Libération, entre autres. En 2020, Maggie Desmarais, une internaute québécoise, l'accuse de lui avoir demandé des photographies à caractère sexuel de manière de plus en plus insistante alors qu'elle était encore mineure. L'attachée de presse de Norman Thavaud réfute les accusations, mais confirme que des échanges ont eu lieu.
En 2022, Urbania France et l'agence de contenu live YouBLive fusionnent, et recrutent notamment Anaïs Carayon à la direction éditoriale.

## Urbania Productions
Depuis 2006, Urbania collabore avec ARTV, notamment pour l'émission de télévision Mange ta ville à la demande de Catherine Pogonat,,,.
Urbania produit des séries télévisées depuis 2007, avec notamment Montréal en 12 lieux, puis Québec en 12 lieux diffusées sur TV5,.
Urbania collabore aussi avec Savoir média depuis leur lancement en 2019, avec la production des séries documentaires Couple de nerds (2 saisons), Louis T veut savoir (3 saisons), Ma ville aux rayons X et Substances.
Le groupe de médias montréalais produit également des émissions télévisées pour Québecor, Bell Média, TV5, Corus, Radio-Canada, Télé-Québec, ARTE.
En association avec la maison d'édition québécoise La Pastèque, Urbania a transformé une série de bandes dessinées jeunesse, Le Facteur de l'espace, en une série animée jeunesse et un mini-jeu.

## Urbania Studios
Urbania Studios est le studio de création de contenus à la destination des marques. L'entreprise montréalaise réalise du marketing de contenu (ou brand content). Dans ce cadre, l'entreprise a collaboré, entre autres, avec Guru, Toyota et Banque Nationale[réf. nécessaire].

## Productions
Cette section ne s'appuie pas, ou pas assez, sur des sources secondaires ou tertiaires indépendantes du sujet. Le texte peut contenir des analyses inexactes ou inédites de sources primaires.
Pour l'améliorer, ajoutez-en, ou placez des modèles {{Source secondaire souhaitée}} ou {{Source secondaire nécessaire}} sur les passages mal sourcés. (août 2023)

### Productions télévisées
Depuis 2015, le groupe média québécois produit l'émission télévisée C'est juste de la TV, présentée par Anne-Marie Withenshaw.
En 2019, Urbania  s'associe avec le groupe Alchimie pour lancer la webtélé Sexplora TV. L'émission a été récompensée par le prix Gémeaux dans la catégorie « production interactive - affaires publiques - magazine (2019) ».

### Balados
Depuis 2019, Urbania produit le balado Les pires moments de l'histoire présenté par l'humoriste Charles Beauchesne et diffusé sur Urbania et Ohdio. L'humoriste évoque notamment les croisades, Raspoutine, les asiles victoriens ou encore la chute de l'Empire romain.
Le balado se voit récompensé par l’Olivier du « podcast humoristique avec script » en 2021 et en 2022.

### Productions numériques
Au départ, chaque magazine était accompagné d'un volet numérique. En outre, le média montréalais propose un nouveau type de magazine gratuit en format numérique - les Micromags Urbania - pour consulter du contenu exclusif, des suggestions de la semaine et même l'horoscope.
Le groupe basé à Montréal s'est associé avec l'Office national du film (ONF) dans de nombreux projets au fil des années. En 2012, dans le cadre d'une grande manifestation étudiante, ils ont lancé un projet baptisé Rouge au carré. L'année suivante, URBANIA a collaboré avec l'ONF dans l'objectif de confronter les opinions des internautes à propos de la Charte des valeurs.
Par ailleurs, ils ont créé en 2015 le site multimédia FortMcMoney.com.

## Collaborateurs
- Jimmy Beaulieu[4]
- Nadine Bismuth[94],[95]
- Lili Boisvert[89]
- Rosalie Bonenfant[96]
- Mélanie Couture
- Sébastien Diaz[97],[98]
- Émilie Dubreuil[99]
- Éric Duhaime[100]
- Jay Du Temple[101]
- Pascal Henrard[102]
- Marie-Lyne Joncas
- Barbara Judith-Caron[103],[23]
- Anick Lemay[104],[105],[106]
- Kim Lizotte[107],[108]
- Judith Lussier[109]
- André Marois[110]
- Hugo Meunier[111]
- Catherine Perrault-Lessard[4]
- Alain Pilon[4],[112]
- Steve Proulx[4]
- Jonathan Roberge[113],[114]

## Distinctions
En mai 2006, Philippe Lamarre remporte  le prix Relève CGI de l'Institut de design Montréal. Comme le souligne Le Devoir, « à quatre reprises, entre 2003 et 2005, il a été récipiendaire du prix Grafika et il fut deux fois primé au concours Magazines du Québec ».
Le site Internet du magazine a reçu le prix Boomerang des Éditions Infopresse en 2004. Trois ans plus tard, le groupe québécois remporte deux prix de Boomerang pour son site mtl12.com. 
En mai 2010, Urbania a remporté deux prix Numix. La même année, il a reçu le Webby Award Official Honoree dans la catégorie magazine.
En 2011, le groupe québécois a reçu le prix du numéro de l'année du National Magazine Awards pour son numéro consacré aux médias sociaux.
En 2017, le média cofondé par  Philippe Lamarre a reçu trois prix d'Infopresse dont un pour son numéro consacré au cannabis[source secondaire souhaitée].
Le balado Les pires moments de l'histoire présenté par l'humoriste Charles Beauchesne a été récompensé par l’Olivier du « podcast humoristique avec script » en 2021 et en 2022.
En 2022, Quatre95 a remporté l’or aux Prix d’excellence en publication numérique dans la catégorie Meilleure infolettre éditoriale,. La même année, le gala de l’industrie de l’ADISQ 2022 a récompensé l'émission La fin des faibles II dans la catégorie « Émission de l’année — Musique ». En outre, la production de « Dans l'ombre du Star Wars Kid » portant sur Ghyslain Raza a reçu le Prix Gémeaux dans la catégorie : « Meilleur montage : Affaires publiques, documentaires - Émission ».